# Anisodes vinotincta
Anisodes vinotincta là một loài bướm đêm trong họ Geometridae.